# Бартрам, Джон (легкоатлет)
Джон Лаверс Бартрам (англ. John Lavers Bartram; 3 июня 1925, Маунт-Баркер — 20 ноября 2014, Мельбурн) — австралийский легкоатлет, выступавший в беге на короткие и средние дистанции. Участник летних Олимпийских игр 1948 года.

## Биография
Джон Бартрам родился 3 июня 1925 года в австралийском городе Маунт-Баркер.
Окончил колледж Уэсли, а затем медицинскую школу.
В 1942 году стал первым школьником из штата Виктория, кому удалось пробежать 100 ярдов быстрее 10 секунд.
Во время Второй мировой войны служил на флоте, преимущественно на Новой Гвинее.
Выступал в легкоатлетических соревнованиях за Мельбурнский университет. Четырежды становился чемпионом Австралии в беге на 220 ярдов (1947, 1951) и на 440 ярдов (1947—1948).
В 1948 году вошёл в состав сборной Австралии на летних Олимпийских играх в Лондоне. В беге на 100 метров дошёл до полуфинала, где занял 4-е место, показав результат 10,98 секунды и уступив 0,18 секунды попавшему в финал с 3-го места Аластейру Маккоркодейлу из Великобритании. В беге на 400 метров выбыл в четвертьфинале, заняв 4-е место с результатом 49,9 и уступив 1,1 секунды попавшему в полуфинал с 3-го места Руне Ларссону из Швеции. В эстафете 4х100 метров сборная Австралии, за которую также выступали Билл Брюс, Моррис Куротта и Джон Трелоар, заняла 3-е место в полуфинале, показав результат 41,5 секунды и уступив 1 десятую попавшей в финал со 2-го места команде Венгрии. Также был заявлен в беге на 200 метров и эстафете 4х400 метров, но не вышел на старт.
До 70-летнего возраста работал терапевтом, открыл общую практику в мельбурнском пригороде Бервуд.
Увлекался футболом и гольфом.
Умер 20 ноября 2014 года в Мельбурне.

## Личные рекорды
- Бег на 100 метров — 9,6 (1949)[1]
- Бег на 400 метров — 48,1 (1948)[1]